# Джон Марк ДеМаттейс
Дж. М. ДеМаттейс або Джон Марк ДеМаттейс (англ. J. M. DeMatteis; нар. 15 грудня 1953, Бруклін, Нью-Йорк, США) — американський автор коміксів.